# Eugeniusz Piotrowski
Eugeniusz Piotrowski (ur. 7 lutego 1895 w Hołodkach,  zm. 13 kwietnia 1940 w Katyniu) – kapitan artylerii Wojska Polskiego, kawaler Krzyża Walecznych, ofiara zbrodni katyńskiej.

## Życiorys
Syn Antoniego i Aleksandry z Tarnawskich urodzony w Hołodkach w ówczesnym powiecie żytomierskim guberni wołyńskiej (obecnie Мирославка w rejonie berdyczowskim). Absolwent Szkoły Handlowej w Winnicy. Uczestnik I wojny światowej w szeregach armii rosyjskiej. Od 29 listopada 1917 do 25 lutego 1918, w stopniu chorążego, służył w baterii zapasowej I Korpusu Polskiego. Dostał się do niewoli rosyjskiej, a później niemieckiej.
W Wojsku Polskim od 1918. 13 stycznia 1919 został formalnie przyjęty do WP w stopniu podporucznika z „b.1,2 i 3 Korpusów Polskich i armji rosyjskiej z zatwierdzeniem posiadanego stopnia, jako warunkowego” i został przydzielony do Rezerwy Oficerów. Z dniem 1 grudnia 1919 został awansowany do stopnia porucznika, służył wówczas w 1 pułku artylerii ciężkiej Legionów. 21 lutego 1921 został zatwierdzony w stopniu porucznika artylerii w grupie oficerów z „byłych Korpusów Wschodnich i armii rosyjskiej”. W 1922 w stopniu porucznika ze starszeństwem z dniem 1 czerwca 1919 i 462 lokatą w korpusie oficerów artylerii służył w 3 pułku artylerii ciężkiej. Następnie w 7 pułku artylerii ciężkiej. W sierpniu 1927 został przeniesiony do kadry oficerów artylerii z równoczesnym przeniesiem służbowym do PKU Poznań Miasto na cztery miesiące. 19 marca 1928 został awansowany na stopień kapitana ze starszeństwem z dniem 1 stycznia 1928 i 9. lokatą w korpusie oficerów artylerii. W kwietniu tego roku został przydzielony do PKU Grodno na stanowisko kierownika II referatu poborowego. W grudniu 1929 został przeniesiony do PKU Sosnowiec na takie samo stanowisko. W 1932 został zwolniony „z zajmowanego stanowiska i pozostawiony bez przynależności służbowej z jednoczesnym oddaniem do dyspozycji dowódcy” Okręgu Korpusu Nr V. Z dniem 28 lutego 1933 został przeniesiony w stan spoczynku. W 1934 pozostawał w ewidencji PKU Płock. Posiadał przydział do Oficerskiej Kadry Okręgowej Nr I. Był wówczas „przewidziany do użycia w czasie wojny”.
W 1939 zmobilizowany do 23 pułku artylerii lekkiej. Po agresji ZSRR na Polskę 17 września 1939 został wzięty do niewoli. Według stanu z kwietnia 1940 był jeńcem obozu w Kozielsku. Między 11 kwietnia 1940 przekazany do dyspozycji naczelnika smoleńskiego obwodu NKWD – lista wywózkowa 022/2 poz 93, nr akt 183 z 9.04.1940. Został zamordowany 13 kwietnia 1940 przez NKWD w lesie katyńskim. Podczas ekshumacji prowadzonej przez Niemców w 1943 wpis w księdze czynności pod datą 07.05.1943. Figuruje liście AM-204-1382 jako nierozpoznany kapitan i Komisji Technicznej PCK GARF-46-01382 – jako nierozpoznany porucznik. Przy szczątkach w mundurze kapitana znaleziono wizytówkę z nazwiskiem Wilhelm Hartmann, pastor, bilet na autobusy śląskie, różne zapisane kartki.
W Archiwum Robla znajduje się: kalendarzyk znaleziony przy zwłokach kapitana Józefa Trepiaka, w którym Piotrowski został wymieniony pod datą 11.04.1940 jako jeden z oficerów wywiezionych tego dnia z obozu (pakiet 0867-06).
Krewni w 1946 i 1990 poszukiwali informacji przez Biuro Informacji i Badań Polskiego Czerwonego Krzyża w Warszawie.
Był żonaty z Eugenią z Lubańskich, miał synów Zbigniewa, Lecha i Mieczysława. Mieszkał w Sosnowcu.

## Ordery i odznaczenia
- Krzyż Walecznych dwukrotnie[25][11]
- Medal Pamiątkowy za Wojnę 1918–1921[26]
- Medal Dziesięciolecia Odzyskanej Niepodległości[26]
- Krzyż Obrony Lwowa
- Medal 10 Rocznicy Wojny Niepodległościowej (Łotwa)[27]
- Medal Zwycięstwa[26]

## Upamiętnienie
- Minister obrony narodowej Aleksander Szczygło decyzją Nr 439/MON z 5 października 2007 awansował go pośmiertnie na stopnień majora. Awans zostały ogłoszone 9 listopada 2007, w Warszawie, w trakcie uroczystości „Katyń Pamiętamy – Uczcijmy Pamięć Bohaterów”.
- Krzyż Kampanii Wrześniowej – zbiorowe, pośmiertne odznaczenie pamiątkowe wszystkich ofiar zbrodni katyńskiej (1 stycznia 1986).